# Кашины-Оболенские
Кашины-Оболенские (Кашины) —  русский княжеский род, Рюриковичи, ветвь князей Оболенских.
Род внесён в Бархатную книгу.
Родоначальник — князь Василий Владимирович Оболенский, прозванный Каша, воевода в походе против Литвы (1515—1519).
По родословной росписи известны семнадцать представителей мужского пола и одна княжна.

## Известные представители[2][3][4]
| №  | Имя, Отчество                               | № отца | Примечания                                                 |
| -- | ------------------------------------------- | ------ | ---------------------------------------------------------- |
| 1  | Оболенский Василий Владимирович Каша        |        | Родоначальник                                              |
| 2  | Кашин-Оболенский, Иван Васильевич Глухой    | 1      |                                                            |
| 3  | Кашин-Оболенский Александр Васильевич       | 1      | Воевода                                                    |
| 4  | Кашин-Оболенский Иван Васильевич Скок       | 1      | Волоститель в Мещере (1521)                                |
| 5  | Кашин-Оболенский Иван Васильевич Меньшой    | 1      | Бездетен                                                   |
| 6  | Кашин-Оболенский Фёдор Васильевич           | 1      |                                                            |
| 7  | Кашин-Оболенский Юрий Иванович              | 2      | Боярин и воевода                                           |
| 8  | Кашин-Оболенский, Пётр Иванович             | 2      | Воевода                                                    |
| 9  | Кашин-Оболенский, Фёдор Иванович            | 2      | Воевода и наместник                                        |
| 10 | Кашин-Оболенский Иван Иванович Сухой        | 2      | Воевода, казнён (1565)                                     |
| 11 | Кашин-Оболенский Андрей Иванович            | 2      | Бездетен                                                   |
| 12 | Кашин-Оболенский, Иван Александрович Копыря | 3      | Воевода                                                    |
| 13 | Кашин-Оболенский, Василий Иванович          | 4      | Воевода                                                    |
| 14 | Кашин-Оболенский Дмитрий Юрьевич            | 7      | Подписался на грамоте об отказе полякам в перемирии (1566) |
| 15 | Кашин-Оболенский Михаил Фёдорович           | 9      | Воевода и боярин                                           |
| 16 | Кашин-Оболенский, Иван Михайлович           | 15     | Стольник (1627), воевода в Вязьме (1630-1631 († 1632)      |
| 17 | Кашин-Оболенский Дмитрий Михайлович         | 15     | Стольник (1627-1629) († 1632).                             |
|    | Княжна Мария Ивановна                       | 16     | Погребена в Троице-Сергиевом лавре                         |
| '  |                                             |        |                                                            |